# BMW E90
El BMW E90 es la quinta carrocería de la Serie 3, su lanzamiento se realizó en marzo del 2005 en el Salón del Automóvil de Ginebra con el fin de reemplazar al E46, iniciando su producción desde este mes hasta octubre de 2011; entre sus diferentes plataformas, también está disponible en plataformas familiar (E91), cupé (E92) y descapotable (E93). En comparación con el E46, esta plataforma es 49 mm más larga, 78 mm más amplia, 9 mm más alta y 35 mm de más distancia entre ejes.
En esta serie BMW quitó del cuadro de instrumentos la aguja indicadora de la temperatura del refrigerante. A cambio indica qué RPM no se deben pasar cuando está frío (sólo en algunos modelos) e incorpora un sistema de aviso cuando se detecta que el motor se calienta anormalmente.

## Modelos
El primer modelo de la serie el sedán (E90) se introdujo en el mercado en marzo de 2005. En septiembre de 2005 comenzó la venta de la versión touring (E91). El Serie 3 Cupé (E92) se presentó en septiembre de 2006 y el convertible (E93) en marzo de 2007. Si bien estos dos últimos tienen cuatro asientos, el sedán y Touring se construyeron con cinco plazas.
El M3 con motor V8 apareció en el otoño de 2007, al principio solo como un cupé. En la primavera de 2008, la gama M3 se ha extendido al sedán de cuatro puertas y luego completada por el convertible.
En septiembre de 2008 se revisaron el Sedán y el Touring con una actualización estética. Las versiones Cupé y Convertible tuvieron su actualización en marzo de 2010.
Bajo el paraguas de la serie 3 de BMW también está el SUV X3.

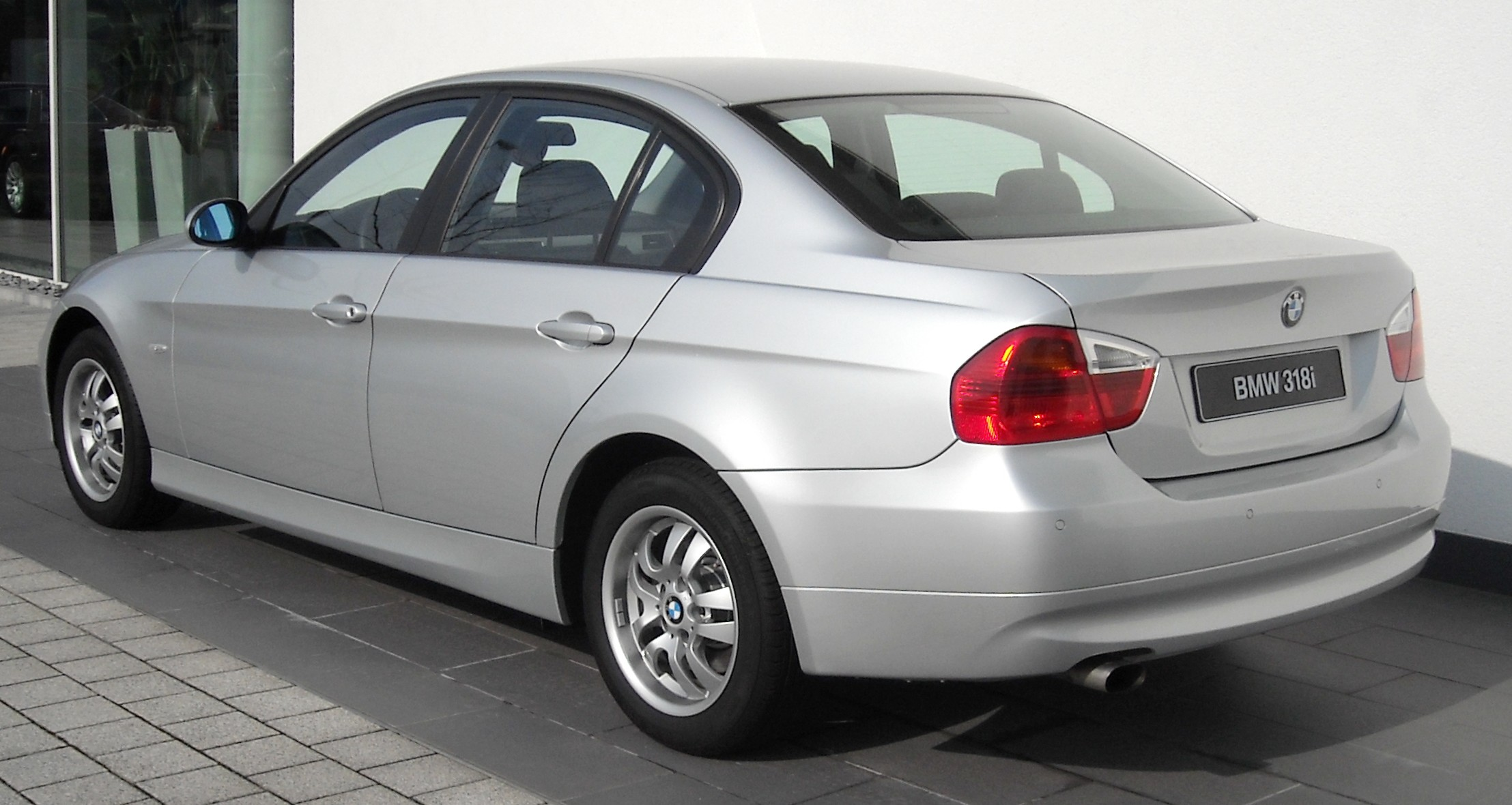
Vista trasera
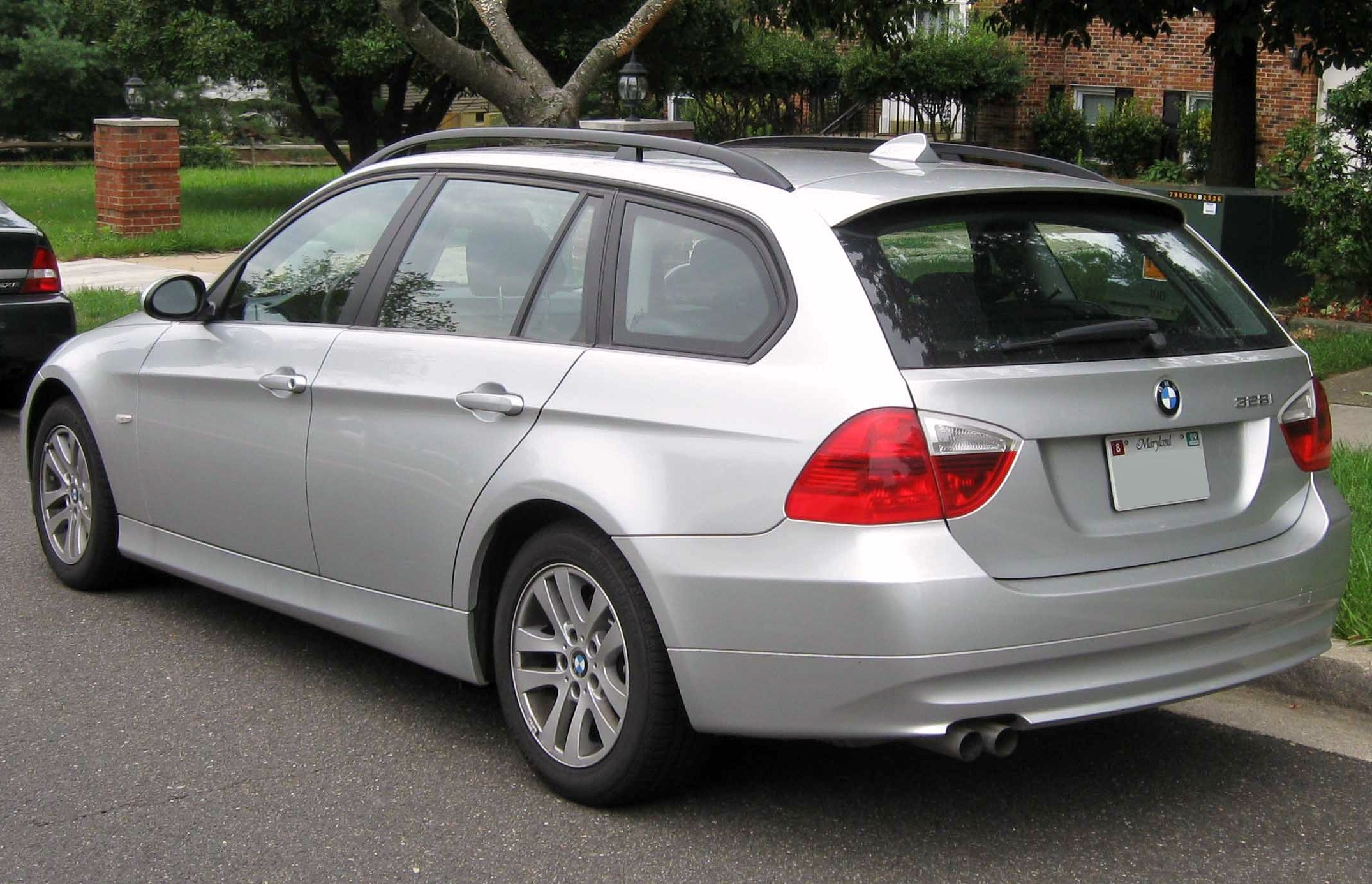
BMW Serie 3 Touring (2005-2008)
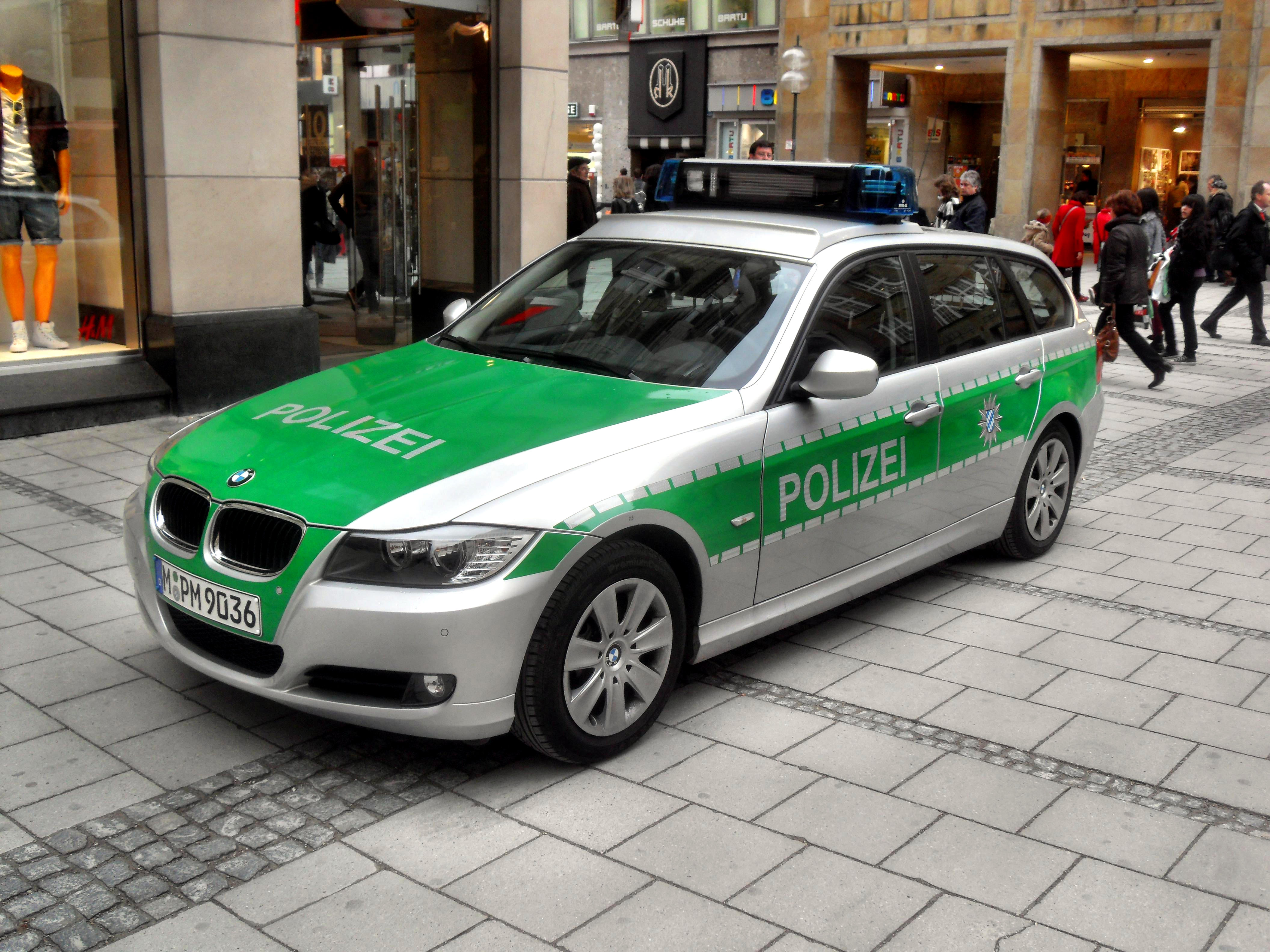
BMW E91N como un coche patrulla de la Jefatura de Policía de Munich

### Diferencias significativas con el anterior
- 316i: El modelo básico con motor 1.6 litros de 4 cilindros se ofrece solo en los Países Bajos, Escandinavia, Alemania, Austria, Suiza, Hungría, Portugal, Grecia y Turquía.
- 318i:(2.0 litros de cuatro cilindros, 143 CV, gasolina, 7.6 L/100 km)
- 320i: Bueno, un 2.0 litros de cuatro cilindros, solo el N46, entonces N43 - antes era un seis cilindros de 2 litros y el desplazamiento de 2.2 litros.
- 320si: Nuevo modelo de homologación para el coche BMW utilizado en el Campeonato del Mundo FIA Touring Car Championship. Sin embargo, él se limita a 2600 ejemplares.
- 335i: de tres litros de doble turbo (turbo twin), que cierra la brecha de la M3.
- 325d: Nuevo motor de tres litros.
- 325xi, 328xi, 330xi, 335xi, 320xd 330xd: los modelos con tracción en las cuatro ruedas (BMW designación xDrive).

Para operar la navegación, aire acondicionado y sistema de alta fidelidad se utiliza por primera vez en la serie 3 un sistema iDrive.
El cupé de aspecto diferente al de la berlina, no como en los E46 anteriores. Las ventanas laterales ahora son significativamente más pequeñas que el sedán, la forma de los faros traseros es muy diferente y son más anchos que los de los cuatro puertas.
El motor más equilibrado en gasolina es el N52B25A de 2497 c.c  que tiene un consumo irrisorio de 6,2 litros/100km en carretera a 90 km/h, además gracias a la alta tecnología del motor entrega 218 cv, potencia suficiente para lanzar el coupé a 250km/h, lo que lo convierte en un motor sobresaliente por prestaciones y bajo consumo, haciendo del 325i coupé la compra maestra en esta carrocería.
El motor más utilizado en diésel en este chasis, es el N47. Posee un fallo en el recorrido de la cadena de distribución y los sistemas de retención de la misma que hacía que con el tiempo se destensara y se partiera. También hay casos en los que el turbo de geometría variable (Garret o Mitsubishi) fallaba antes de los 40.000 km.

### Períodos de producción
| - Sedan (E90):         | Marzo de 2005 - septiembre de 2009      |
| - Sedan (E90 LCI):     | Septiembre de 2009 - octubre de 2011    |
| - Touring (E91):       | Septiembre de 2005 - septiembre de 2008 |
| - Touring (E91 LCI):   | Septiembre de 2008 - junio de 2012      |
| - Cupé (E92):          | Septiembre de 2006 - marzo de 2010      |
| - Cupé (E92 LCI):      | Marzo de 2010 - julio de 2013           |
| - Cabrio (E93):        | Marzo de 2007 - marzo de 2010           |
| - Cabrio (E93 LCI):    | Marzo de 2010 - septiembre de 2013      |
| - M3 Sedan (E90):      | Marzo de 2008 - septiembre de 2008      |
| - M3 Sedan (E90 LCI):  | Septiembre de 2008 - octubre de 2011    |
| - M3 Cupé (E92):       | Septiembre de 2007 - marzo de 2010      |
| - M3 Cupé (E92 LCI):   | Marzo de 2010 - julio de 2013           |
| - M3 Cabrio (E93):     | Mayo de 2008 - marzo de 2010            |
| - M3 Cabrio (E93 LCI): | Marzo de 2010 - septiembre de 2013      |

### Cifras de producción
| Año  | Total      | Sedán     | Touring | Cupé    | Cabriolet |
| ---- | ---------- | --------- | ------- | ------- | --------- |
| 2005 | 256.981    | 229.932   | 27.049  | —       | —         |
| 2006 | 463.820    | 336.232   | 105.483 | 22.105  | —         |
| 2007 | 555.135    | 310.194   | 102.399 | 89.572  | 52.970    |
| 2008 | 474.208    | 246.231   | 93.191  | 79.248  | 55.538    |
| 2009 | 397.103    | 219.850   | 84.601  | 54.852  | 37.800    |
| 2010 | 399.009    | 242.831   | 74.008  | 46.358  | 35.812    |
| 2011 | 384.464    | 240.279   | 72.054  | 39.332  | 32.799    |
| 2012 | ~75.000    | 0         | ~21.000 | 29.525  | 24.038    |
|      | ~3.005.000 | 1.824.849 | 531.736 | 360.992 | 238.957   |

### Dimensiones
Con dimensiones exteriores 4,53 a 4,58 metros, la Serie 3 es aproximadamente igual que el Mercedes Benz Clase C, pero más corto que el Audi A4. Comparado con su predecesor, el E46 sedán es más largo por casi 50 milímetros. La distancia entre ejes creció en 35 milímetros. Además, el E90 es ahora 78 milímetros más amplio.
| Dimensiones (septiembre de 2009) | Dimensiones (septiembre de 2009) | Dimensiones (septiembre de 2009) | Dimensiones (septiembre de 2009) | Dimensiones (septiembre de 2009) |
| Unidad                           | Sedán                            | Touring                          | Cupé                             | Cabrio                           |
| -------------------------------- | -------------------------------- | -------------------------------- | -------------------------------- | -------------------------------- |
| Distancia entre ejes             | 2760 mm                          | 2760 mm                          | 2760 mm                          | 2760 mm                          |
| Longitud                         | 4531 mm                          | 4527 mm                          | 4580 mm                          | 4580 mm                          |
| Anchura (con retrovisores)       | 1989 mm                          | 1989 mm                          | 1985 mm                          | 1985 mm                          |
| Altura                           | 1421 mm                          | 1418 mm                          | 1395 mm                          | 1384 mm                          |

## Equipo
Todos los modelos vienen de serie con aire acondicionado, cuatro elevalunas eléctricos, Radio con CD,  y seis altavoces, Ordenador de a bordo y una transmisión manual de seis velocidades. Por un cargo adicional, una automática de seis velocidades está disponible (estándar en el 335d).
Los modelos de seis cilindros se pueden distinguir de los cuatro cilindros por elementos cromados (por ejemplo, las barras verticales en el riñón de la rejilla y el marco de la ventana, desde marzo de 2009 a un coste adicional para los modelos de cuatro cilindros), doble escape y el Control de Velocidad ACC (Control de Crucero Activo) disponible. Solo los dos primeros modelos 335i y 335d fueron cada uno equipados con un tubo de escape a ambos lados de la parte trasera del vehículo. Además, el ESP tiene en los modelos de seis cilindros cinco funciones adicionales (soporte de freno, frenos secos, Hill Start Assist, Fading Compensación y Soft Stop).
Desde septiembre de 2008 fue también el 320d xDrive (junto a 330d, 325i, 330i y 335i) estaba disponible. Se llegó así a la final de 2010, solo la norma Euro 4 de emisiones (excluyendo xDrive: Euro 5). Desde principios de 2011, se encontró con la norma de emisiones Euro 5.
En marzo de 2010, tres modelos disponibles para la edición Sedan y Touring.

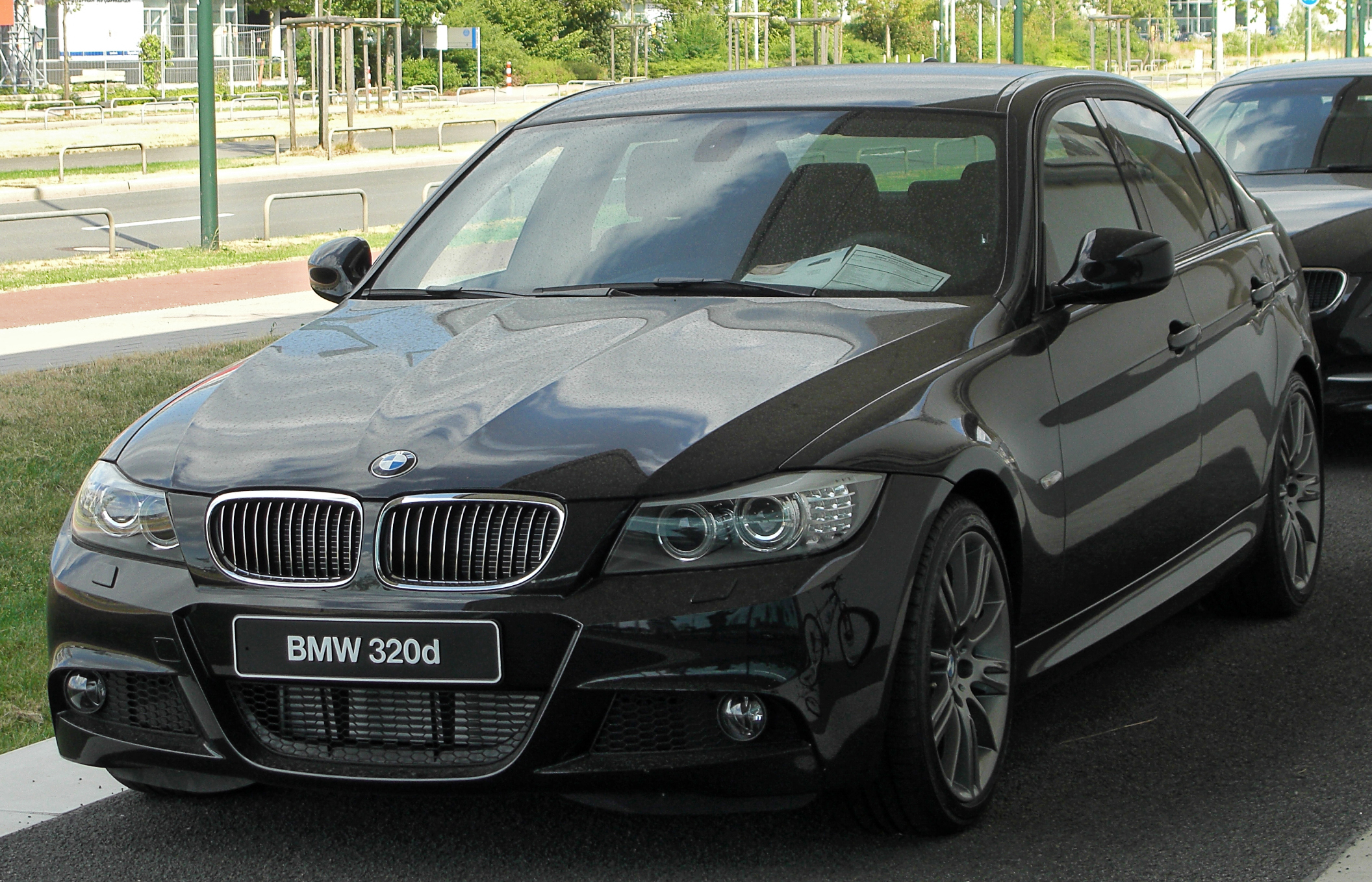
BMW 320d Sport Edition (2010)
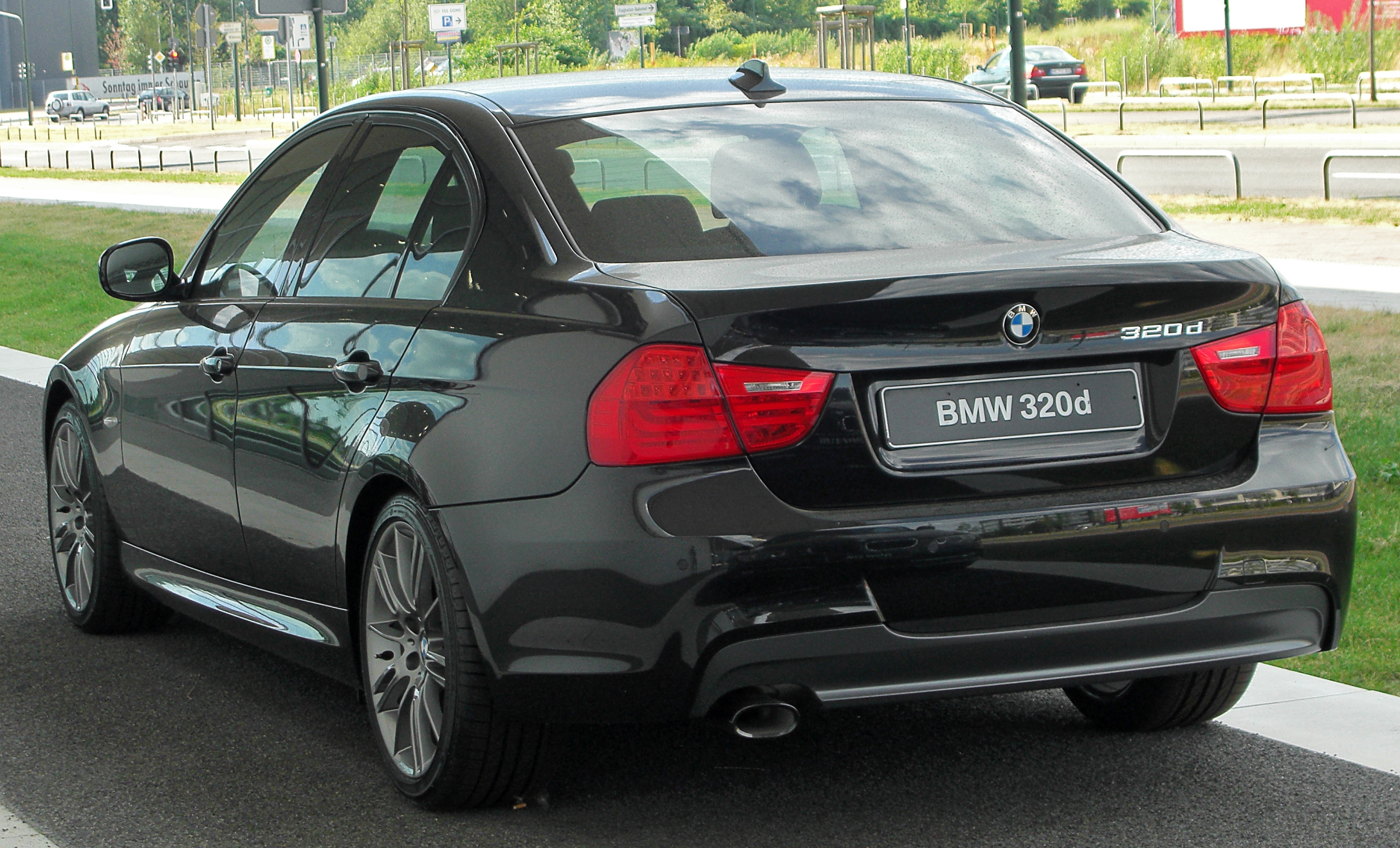
Vista trasera

## Sedan / Touring

### Motorizaciones
A partir de septiembre de 2005, se produjeron modelos para un "Fleet Edition" del 320d con 110 kW y 340 Nm en vez de 120 kW del modelo estándar. Con la introducción del nuevo common-rail turbodiésel en el 320d con 130 kW edición Fleet ahora realizado 120 kW, el par de 350 Nm en comparación con el modelo estándar sigue siendo el mismo.
Desde la primavera de 2008 el M3 fue ofrecido de nuevo como un sedán, que fue visto por última vez en la serie E36.
Llegó en marzo de 2010, la edición 320d EfficientDynamics-(solo disponible como un sedán) con 120 kW en vez de 135 kW (380 Nm de par motor seguía siendo la misma) en el mercado alemán. Como comprador se esperaba, principalmente clientes de la flota de BMW, así como controlador de orientación ecológica.
Mediados de 2010, seguido (de nuevo para los grandes clientes) una modificación "Fleet Edition" del 320d (como un sedán y station wagon) con 120 kW y 380 Nm en vez de 120 kW y 350 Nm de Flota edición de 2007. La velocidad máxima de la edición Fleet fue inferior a 6 km / hy una aceleración de 0-100 km / h 0,5 segundos tomó más tiempo. Los valores de consumo de combustible (4,7 l/100 km) y emisiones de CO2 (125 g / km) correspondían a la versión para clientes privados.
A partir de la primavera de 2011, el EfficientDynamics Edition también está disponible para el Touring.
Al mismo tiempo, reemplazado el motor BMW Twin Turbo en el BMW 335i por un solo turbo con tecnología de doble entrada.

## Producción

### Motorizaciones
| Periodo                        | 2007-2011             | 2005-2007                                         | 2007-2012                                         | 2005-2006                                         | 2006-2012                                         | 2006-2007                                         | 2005-2007                                         | 2007-2010                                         | 2005-2007                                         | 2007-2012                                         | 2005-2007                                         | 2007-2012                                         | 2006-2010                                         | 2010-2012                                                                     | 2008-2013                                         | 2009                      | 2011-2012                 |
| Carrocerías                    | Sedán, Touring        | Sedán, Touring                                    | Sedán, Touring                                    | Sedán, Touring                                    | Sedán, Touring, Cupé, Cabrio                      | Sedán                                             | Sedán, Touring                                    | Sedán, Touring                                    | Sedán, Touring, Cupé                              | Sedán, Touring, Cupé, Cabrio                      | Sedán, Touring                                    | Sedán, Touring, Cupé, Cabrio                      | Sedán, Touring, Cupé, Cabrio                      | Sedán, Touring, Cupé, Cabrio                                                  | Sedán, Cupé, Cabrio                               | Cupé                      | Sedán                     |
| Identificación del motor       | N45 B16               | N46 B20                                           | N43 B20                                           | N46 B20                                           | N43 B20                                           | N45 B20S                                          | N52 B25                                           | N52 B25                                           | N52 B25                                           | N53 B30                                           | N52 B30                                           | N53 B30                                           | N54 B30                                           | N55 B30                                                                       | S65 B40                                           | S65 B44                   | S65 B44                   |
| Tipo de motor                  | L4 16v                | L4 16v                                            | L4 16v, inyección directa                         | L4 16v                                            | L4 16v, inyección directa                         | L4 16v                                            | L6 24v                                            | L6 24v                                            | L6 24v                                            | L6 24v, inyección directa                         | L6 24v                                            | L6 24v, inyección directa                         | L6 24v, inyección directa, biturbo, intercooler   | L6 24v, inyección directa, twin-scroll turbo, intercooler                     | V8 32v                                            | V8 32v                    | V8 32v                    |
| Diámetro x carrera             | 84.0 mm × 72.0 mm     | 84.0 mm × 90.0 mm                                 | 84.0 mm × 90.0 mm                                 | 84.0 mm × 90.0 mm                                 | 84.0 mm × 90.0 mm                                 | 85.0 mm × 88.0 mm                                 | 82.0 mm × 78.8 mm                                 | 82.0 mm × 78.8 mm                                 | 82.0 mm × 78.8 mm                                 | 85.0 mm × 88.0 mm                                 | 85.0 mm × 88.0 mm                                 | 85.0 mm × 88.0 mm                                 | 84.0 mm × 89.6 mm                                 | 84.0 mm × 89.6 mm                                                             | 92.0 mm × 75.2 mm                                 | 92.0 mm × 82.0 mm         | 92.0 mm × 82.0 mm         |
| Cilindrada                     | 1596 cm³              | 1995 cm³                                          | 1995 cm³                                          | 1995 cm³                                          | 1995 cm³                                          | 1997 cm³                                          | 2497 cm³                                          | 2497 cm³                                          | 2497 cm³                                          | 2996 cm³                                          | 2996 cm³                                          | 2996 cm³                                          | 2979 cm³                                          | 2979 cm³                                                                      | 3999 cm³                                          | 4361 cm³                  | 4361 cm³                  |
| Relación de compresión         | 10.2: 1               | 10.5: 1                                           | 12.0: 1                                           | 10.5: 1                                           | 12.0: 1                                           | 11.0: 1                                           | -                                                 | -                                                 | 11.0: 1                                           | 12.0: 1                                           | 10.7: 1                                           | 12.0: 1                                           | 10.2: 1                                           | 10.2: 1                                                                       | 12.0: 1                                           | 12.0: 1                   | 12.0: 1                   |
| Potencia máxima: CV (kW) @ rpm | 122 CV (90 kW) @ 6000 | 129 CV (95 kW) @ 5750                             | 143 CV (105 kW) @ 6000                            | 150 CV (110 kW) @ 6200                            | 170 CV (125 kW) @ 6700                            | 173 CV (127 kW) @ 7000                            | 177 CV (130 kW) @ 5800                            | 203 CV (149 kW) @ 6000                            | 218 CV (160 kW) @ 6500                            | 218 CV (160 kW) @ 6100                            | 258 CV (190 kW) @ 6600                            | 272 CV (200 kW) @ 6700                            | 306 CV (225 kW) @ 5800                            | 306 CV (225 kW) @ 5800                                                        | 420 CV (309 kW) @ 8300                            | 450 CV (331 kW) @ 8300    | 450 CV (331 kW) @ 8300    |
| Par máximo: Nm @ rpm           | 160 Nm @ 4250         | 180 Nm @ 3250                                     | 190 Nm @ 4250                                     | 200 Nm @ 3600                                     | 210 Nm @ 4250                                     | 200 Nm @ 4250                                     | 230 Nm @ 3500-5000                                | 244 Nm @ 4000                                     | 250 Nm @ 2750-4250                                | 270 Nm @ 2400-4200                                | 300 Nm @ 2500-4000                                | 320 Nm @ 2750-3000                                | 400 Nm @ 1300-5000                                | 400 Nm @ 1200-5000                                                            | 400 Nm @ 3900                                     | 440 Nm @ 3750             | 440 Nm @ 3750             |
| Tracción                       | Trasera               | Trasera                                           | Trasera                                           | Trasera                                           | Trasera                                           | Trasera                                           | Trasera                                           | Trasera                                           | Trasera / Total (xDrive)                          | Trasera / Total (xDrive)                          | Trasera / Total (xDrive)                          | Trasera / Total (xDrive)                          | Trasera / Total (xDrive)                          | Trasera / Total (xDrive)                                                      | Trasera                                           | Trasera                   | Trasera                   |
| Transmisión                    | Manual, 6 velocidades | Manual, 6 velocidades / Automática, 6 velocidades | Manual, 6 velocidades / Automática, 6 velocidades | Manual, 6 velocidades / Automática, 6 velocidades | Manual, 6 velocidades / Automática, 6 velocidades | Manual, 6 velocidades / Automática, 6 velocidades | Manual, 6 velocidades / Automática, 6 velocidades | Manual, 6 velocidades / Automática, 6 velocidades | Manual, 6 velocidades / Automática, 6 velocidades | Manual, 6 velocidades / Automática, 6 velocidades | Manual, 6 velocidades / Automática, 6 velocidades | Manual, 6 velocidades / Automática, 6 velocidades | Manual, 6 velocidades / Automática, 6 velocidades | Manual, 6 velocidades / Automática, 6 velocidades / Automática, 7 velocidades | Manual, 6 velocidades / Automática, 7 velocidades | Automática, 7 velocidades | Automática, 7 velocidades |
| Peso                           | 1425 kg               | 1435 kg                                           | 1435 kg                                           | 1435 kg                                           | 1445 kg                                           | 1425 kg                                           | 1491 kg                                           | 1500 kg                                           | 1505 kg                                           | 1505 kg                                           | 1555 kg                                           | 1555 kg                                           | 1610 kg                                           | 1610 kg                                                                       | 1680 kg                                           | 1530 kg                   | 1587 kg                   |
| Aceleración 0–100 km/h         | 10.8 s                | 10.0 s                                            | 9.1 s                                             | 8.8 s                                             | 8.2 s                                             | 8.1 s                                             | 8.0 s                                             | 7.4 s                                             | 7.0 s                                             | 6.7 s                                             | 6.3 s                                             | 6.1 s                                             | 5.6 s                                             | 5.6 s                                                                         | 4.9 s                                             | 4.4 s                     | 4.3 s                     |
| Velocidad máxima               | 201 km/h              | 208 km/h                                          | 210 km/h                                          | 220 km/h                                          | 228 km/h                                          | 225 km/h                                          | 228 km/h                                          | 210 km/h                                          | 245 km/h                                          | 250 km/h                                          | 250 km/h (Limitada electrónicamente)              | 250 km/h (Limitada electrónicamente)              | 250 km/h (Limitada electrónicamente)              | 250 km/h (Limitada electrónicamente)                                          | 250 km/h (Limitada electrónicamente)              | 305 km/h                  | 290 km/h                  |
| Consumo combinado (L/100 km)   | 5.9                   | 7.3                                               | 6.3                                               | 7.4                                               | 6.4                                               | 8.9                                               | 8.3                                               | 9.2                                               | 8.4                                               | 7.2                                               | 8.7                                               | 7.4                                               | 9.6                                               | 8.4                                                                           | 12.4                                              | 12.7                      | 14.4                      |

| Periodo                        | 2009-2011                                                  | 2005-2007                                                  | 2007-2010                                                  | 2010-2012                                                  | 2005-2007                                                  | 2007-2010                                                  | 2010-2011                                                  | 2010-2011                                                  | 2006-2010                                                  | 2010-2013                                                  | 2005-2008                                                  | 2008-2012                                                  | 2006-2012                                                    |                   |                   |
| Carrocerías                    | Sedán, Touring                                             | Sedán, Touring                                             | Sedán, Touring                                             | Sedán, Touring                                             | Sedán, Touring                                             | Sedán, Touring, Cupé, Cabrio                               | Sedán, Touring, Cupé, Cabrio                               | Sedán, Touring                                             | Sedán, Touring, Cupé, Cabrio                               | Sedán, Touring, Cupé, Cabrio                               | Sedán, Touring, Cupé, Cabrio                               | Sedán, Touring, Cupé, Cabrio                               | Sedán, Touring, Cupé                                         |                   |                   |
| Identificación del motor       | N47 D20                                                    | M47 TU2D20                                                 | N47 D20                                                    | N47 D20                                                    | M47 TU2D20                                                 | N47 D20                                                    | N47 D20                                                    | N47 D20                                                    | M57 TU2D30                                                 | N57 D30                                                    | M57 TU2D30                                                 | N57 D30 OL                                                 | M57 TU2D30 TOP                                               |                   |                   |
| Tipo de motor                  | L4 16v, inyección directa, common-rail, turbo, intercooler | L4 16v, inyección directa, common-rail, turbo, intercooler | L4 16v, inyección directa, common-rail, turbo, intercooler | L4 16v, inyección directa, common-rail, turbo, intercooler | L4 16v, inyección directa, common-rail, turbo, intercooler | L4 16v, inyección directa, common-rail, turbo, intercooler | L4 16v, inyección directa, common-rail, turbo, intercooler | L4 16v, inyección directa, common-rail, turbo, intercooler | L6 24v, inyección directa, common-rail, turbo, intercooler | L6 24v, inyección directa, common-rail, turbo, intercooler | L6 24v, inyección directa, common-rail, turbo, intercooler | L6 24v, inyección directa, common-rail, turbo, intercooler | L6 24v, inyección directa, common-rail, biturbo, intercooler |                   |                   |
| Diámetro x carrera             | 84.0 mm × 90.0 mm                                          | 84.0 mm × 90.0 mm                                          | 84.0 mm × 90.0 mm                                          | 84.0 mm × 90.0 mm                                          | 84.0 mm × 90.0 mm                                          | 84.0 mm × 90.0 mm                                          | 84.0 mm × 90.0 mm                                          | 84.0 mm × 90.0 mm                                          | 84.0 mm × 90.0 mm                                          | 84.0 mm × 90.0 mm                                          | 84.0 mm × 90.0 mm                                          | 84.0 mm × 90.0 mm                                          | 84.0 mm × 90.0 mm                                            | 84.0 mm × 90.0 mm | 84.0 mm × 90.0 mm |
| Cilindrada                     | 1995 cm³                                                   | 1995 cm³                                                   | 1995 cm³                                                   | 1995 cm³                                                   | 1995 cm³                                                   | 1995 cm³                                                   | 1995 cm³                                                   | 1995 cm³                                                   | 2993 cm³                                                   | 2993 cm³                                                   | 2993 cm³                                                   | 2993 cm³                                                   | 2993 cm³                                                     |                   |                   |
| Relación de compresión         | 16.0: 1                                                    | 17.0: 1                                                    | 16.0: 1                                                    | 16.5: 1                                                    | 17.0: 1                                                    | 16.5: 1                                                    | 16.5: 1                                                    | 16.5: 1                                                    | 17.0: 1                                                    | 16.5: 1                                                    | 17.0: 1                                                    | 16.5: 1                                                    | 17.0: 1                                                      |                   |                   |
| Potencia máxima: CV (kW) @ rpm | 116 CV (85 kW) @ 4000                                      | 122 CV (90 kW) @ 4000                                      | 143 CV (105 kW) @ 4000                                     | 143 CV (105 kW) @ 4000                                     | 163 CV (120 kW) @ 4000                                     | 177 CV (130 kW) @ 4000                                     | 184 CV (135 kW) @ 4000                                     | 163 CV (120 kW) @ 3250-4200                                | 197 CV (145 kW) @ 4000                                     | 204 CV (150 kW) @ 3750                                     | 231 CV (170 kW) @ 4000                                     | 245 CV (180 kW) @ 4000                                     | 286 CV (210 kW) @ 4400                                       |                   |                   |
| Par máximo: Nm @ rpm           | 260 Nm @ 1750-2500                                         | 280 Nm @ 1750-2500                                         | 300 Nm @ 1750-2000                                         | 320 Nm @ 1750-2500                                         | 340 Nm @ 2000-2750                                         | 350 Nm @ 1750-3000                                         | 380 Nm @ 1750-2750                                         | 380 Nm @ 1900-2750                                         | 400 Nm @ 1300-3250                                         | 430 Nm @ 1750-2500                                         | 500 Nm @ 1750-3000                                         | 520 Nm @ 1750-3000                                         | 580 Nm @ 1750-2250                                           |                   |                   |
| Tracción                       | Trasera                                                    | Trasera                                                    | Trasera                                                    | Trasera                                                    | Trasera                                                    | Trasera                                                    | Trasera / Total (xDrive)                                   | Trasera                                                    | Trasera                                                    | Trasera                                                    | Trasera / Total (xDrive)                                   | Trasera / Total (xDrive)                                   | Trasera                                                      |                   |                   |
| Transmisión                    | Manual, 6 velocidades                                      | Manual, 6 velocidades                                      | Manual, 6 velocidades / Automática, 6 velocidades          | Manual, 6 velocidades / Automática, 6 velocidades          | Manual, 6 velocidades / Automática, 6 velocidades          | Manual, 6 velocidades / Automática, 6 velocidades          | Manual, 6 velocidades / Automática, 6 velocidades          | Manual, 6 velocidades                                      | Manual, 6 velocidades / Automática, 6 velocidades          | Manual, 6 velocidades / Automática, 6 velocidades          | Manual, 6 velocidades / Automática, 6 velocidades          | Manual, 6 velocidades / Automática, 6 velocidades          | Automática, 6 velocidades                                    |                   |                   |
| Peso                           | 1475 kg                                                    | 1505 kg                                                    | 1505 kg                                                    | 1490 kg                                                    | 1505 kg                                                    | 1505 kg                                                    | 1505 kg                                                    | 1495 kg                                                    | 1600 kg                                                    | 1600 kg                                                    | 1610 kg                                                    | 1610 kg                                                    | 1655 kg                                                      |                   |                   |
| Aceleración 0–100 km/h         | 10.9 s                                                     | 10.6 s                                                     | 9.3 s                                                      | 9.1 s                                                      | 8.3 s                                                      | 7.9 s                                                      | 7.5 s                                                      | 8.0 s                                                      | 7.4 s                                                      | 7.0 s                                                      | 6.7 s                                                      | 6.1 s                                                      | 6.0 s                                                        |                   |                   |
| Velocidad máxima               | 202 km/h                                                   | 206 km/h                                                   | 210 km/h                                                   | 210 km/h                                                   | 225 km/h                                                   | 230 km/h                                                   | 235 km/h                                                   | 228 km/h                                                   | 235 km/h                                                   | 242 km/h                                                   | 250 km/h (Limitada electrónicamente)                       | 250 km/h (Limitada electrónicamente)                       | 250 km/h (Limitada electrónicamente)                         |                   |                   |
| Consumo combinado (L/100 km)   | 4.5                                                        | 5.6                                                        | 4.7                                                        | 4.5                                                        | 5.7                                                        | 4.8                                                        | 4.7                                                        | 4.1                                                        | 6.4                                                        | 5.7                                                        | 6.5                                                        | 5.7                                                        | 6.7                                                          |                   |                   |

### Facelift
En septiembre de 2009 se revisaron sedán y Touring. En comparación con los cambios anteriores en otros modelos de BMW, los cambios fueron en el E90 y E91 a partir relativamente extensa.

### Diseño
Además de los cambios en delantales delanteros y traseros, el capó recibió dos llamadas líneas de caracteres. los espejos eran un estándar europeo diseñado correspondientemente mayor. Los faros tienen ahora un bisel mate por encima de los reflectores, las luces traseras se encuentran ahora en forma de L. Además, la parrilla ovoide doble de BMW fue rediseñado (eliminación de la tira de cromo en el capó) y las líneas laterales ópticamente estirados ligeramente.
El interior ha venido ya los materiales de mayor calidad y el ajuste se utilizan, también algunos elementos de control se cambiaron.

### Tecnología
Además de la ampliación de la pista y el uso de bombillas led (para los intermitentes y las luces de cola), los asientos delanteros están equipados con apoyacabezas de accionamiento automático. Los faros de xenón se puede ampliar con una distribución variable de la luz.
Modificaciones técnicas también fueron el "sistema de navegación Professional," opcional que se ha dotado de un disco duro interno y ahora Harman-Becker (antes Siemens VDO) se entrega. Además, la nueva generación del BMW iDrive, incluido el acceso a Internet a cabo (opcional) de alimentación.

### Motores
Los motores de la 330d se cambió, el ahora 180 kW (245 CV) (antes 170 kW/231 CV). Para reducir las emisiones de óxido de nitrógeno es para el 330d y el catalizador de almacenamiento "Performance Blue" ofrecido. Esto significa que el modelo de mejora en la norma de la UE 6. Además, el motor del 335i fue cambiado en el curso de los estiramientos faciales: Hombre redujo los dos turbocompresores separadas a uno, pero incluye dos ruedas de desplazamiento (tecnología de doble entrada). Por lo tanto, el 335i ahora se encuentra con el Euro 5 estándar (anteriormente: 4 €). El consumo cayó de esta manera con el mismo rendimiento en aproximadamente 1 litro y la curva de par era ahora de manera más uniforme.
El 320d está disponible ahora con xDrive.

### Precios sujetos a cambio
Los precios de base de todos los modelos fueron de hecho ligeramente levantadas. A través de varias características especiales, que ahora se han incluido en el equipamiento de serie, el aumento de precio compensa casi. Sin embargo, los precios de las muchas opciones disponibles aumentan.

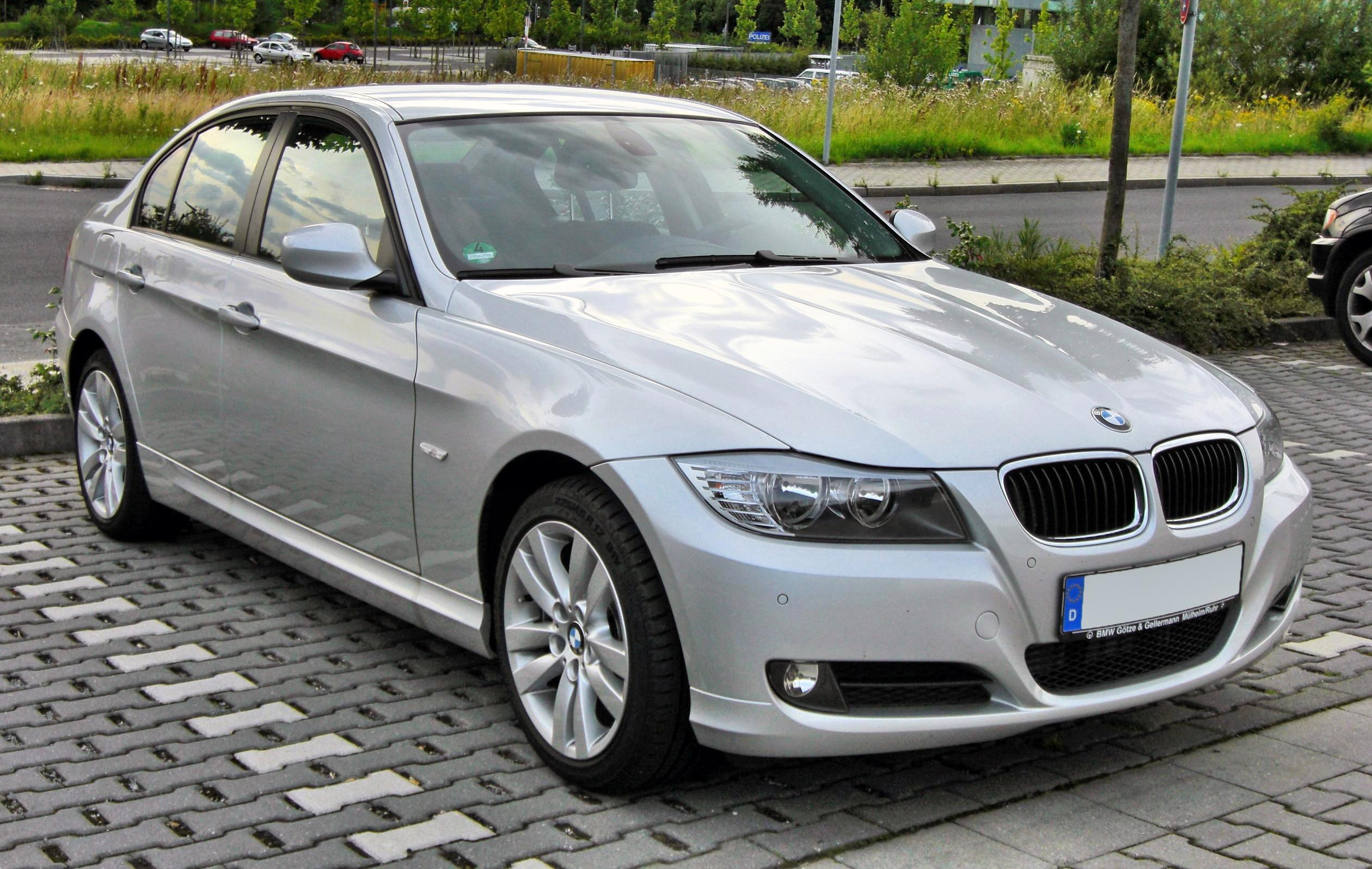
BMW Serie 3 Sedán (2010-2012)
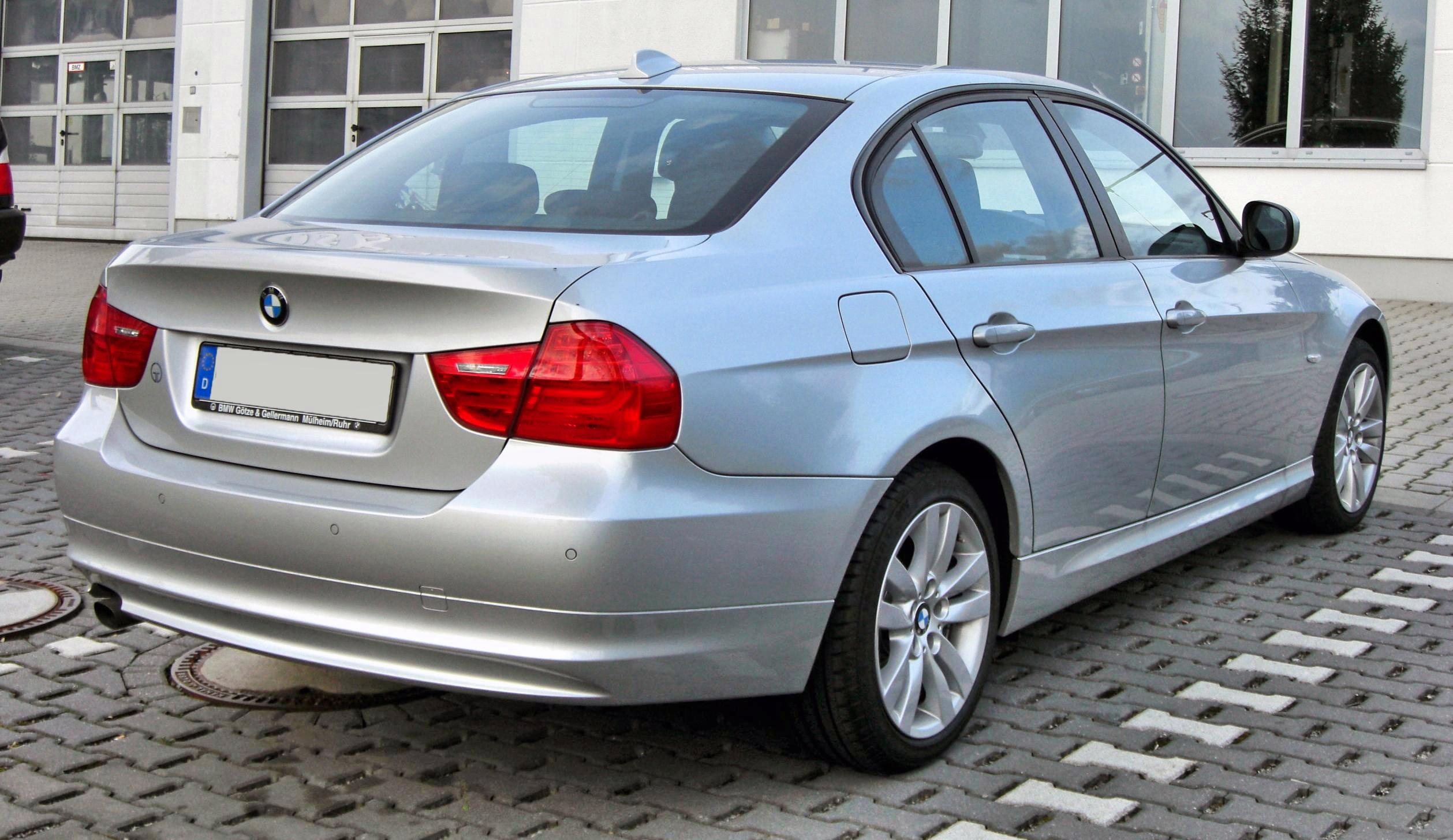
Vista trasera
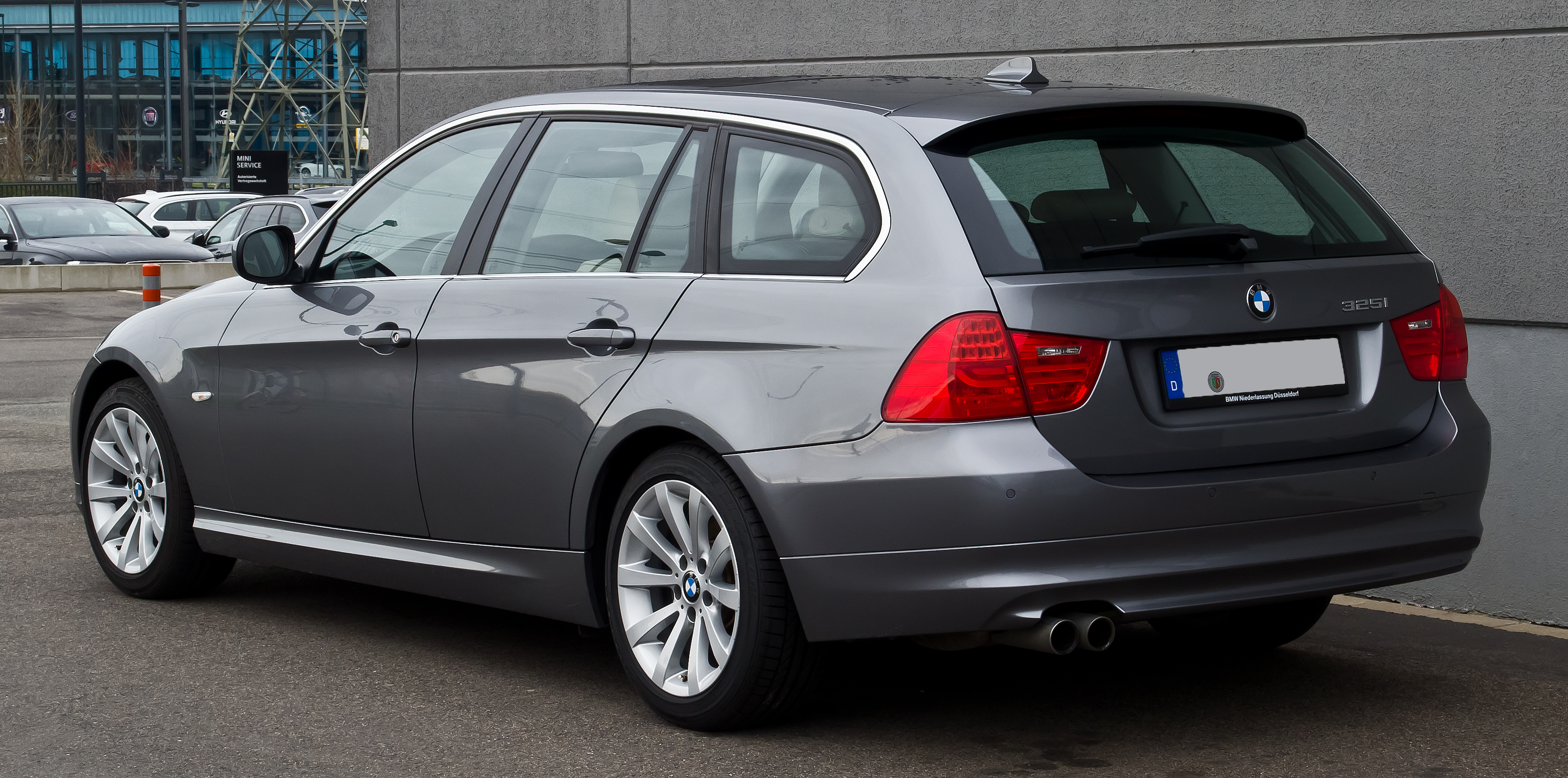
BMW Serie 3 Touring (2008-2012)

## Cupé y Cabriolet
En septiembre de 2006, el Serie 3 cupé (E92) salió a la venta, mientras que el Cabriolet (E93) estuvo disponible desde marzo de 2007. Ambos modelos fueron desarrollados originalmente de forma separada a la serie 4, por lo que la carrocería el chasis y el interior se comparan de manera independiente a la serie E90/E91. Antes del lanzamiento comercial, sin embargo (E46 cupé y descapotable) se decidió en favor de la imagen existente con la clientela de la serie M3, lanzar al mercado la nueva serie como serie 3 con el fin de no dañar la marca M3.
El E92 y E93 solo se ensamblaron en la planta de Regensburg. En el nuevo modelo 335i, el motor tiene 3,0 l de cilindrada y Twin Turbo e inyección directa de gasolina con inyectores piezoeléctricos. Esto marca después de 20 años, el regreso de BMW a la tecnología Turbo en los vehículos con motor de gasolina.
El descapotable tiene un techo de acero variables, cuyo nombre significa VHT versenkbares Hardtop (en español techo duro retráctil). Aquí por primera vez el elegante diseño de una versión típica de la Serie 3 se ha realizado con techo plegable de acero.
El techo de 3 piezas reduce el tronco restante pero más fuerte que capotas blandas convencionales o que un techo plegable de 2 piezas.

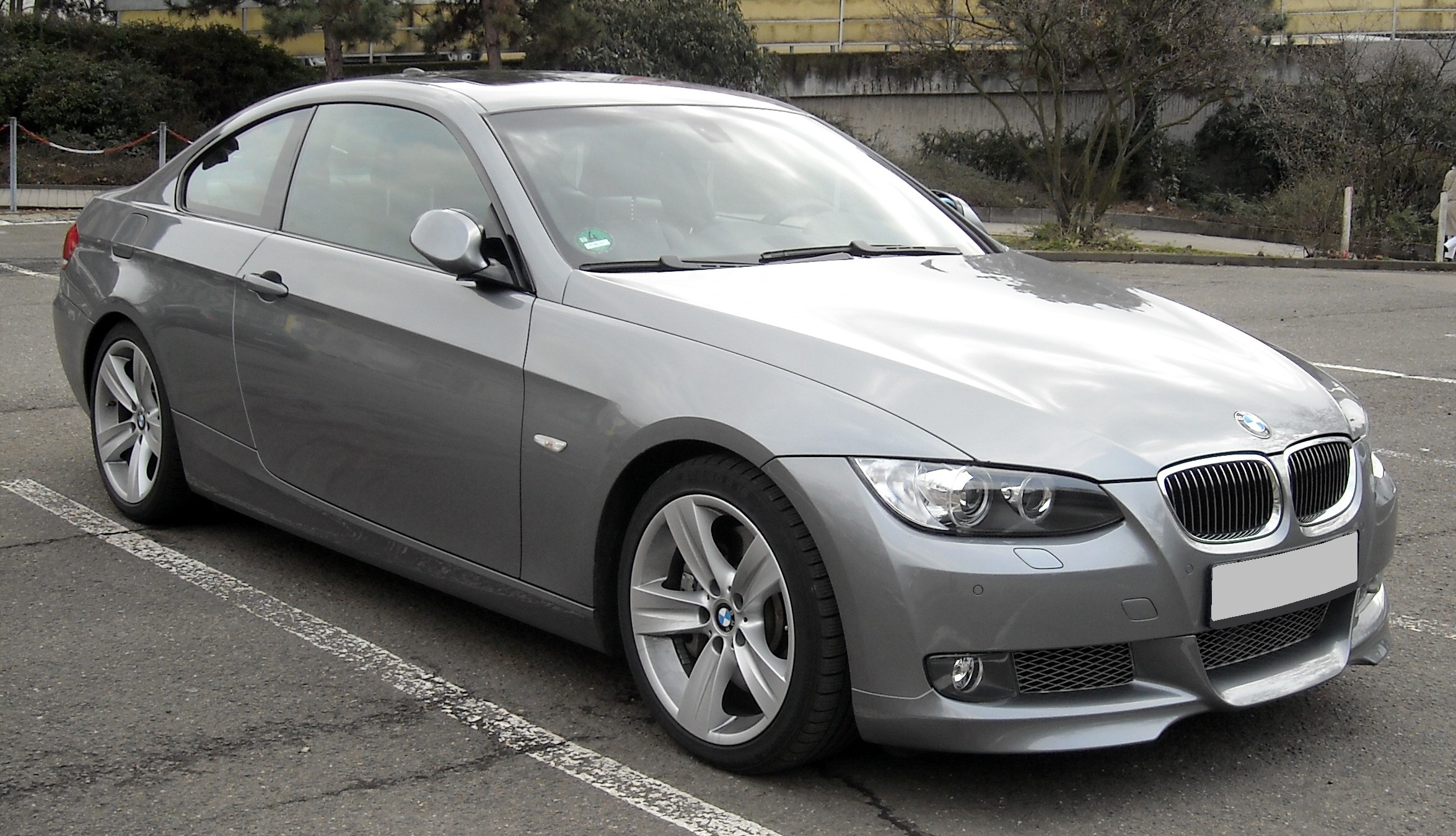
BMW Serie 3 Cupé (2006 a 2010, y con el paquete aerodinámico)
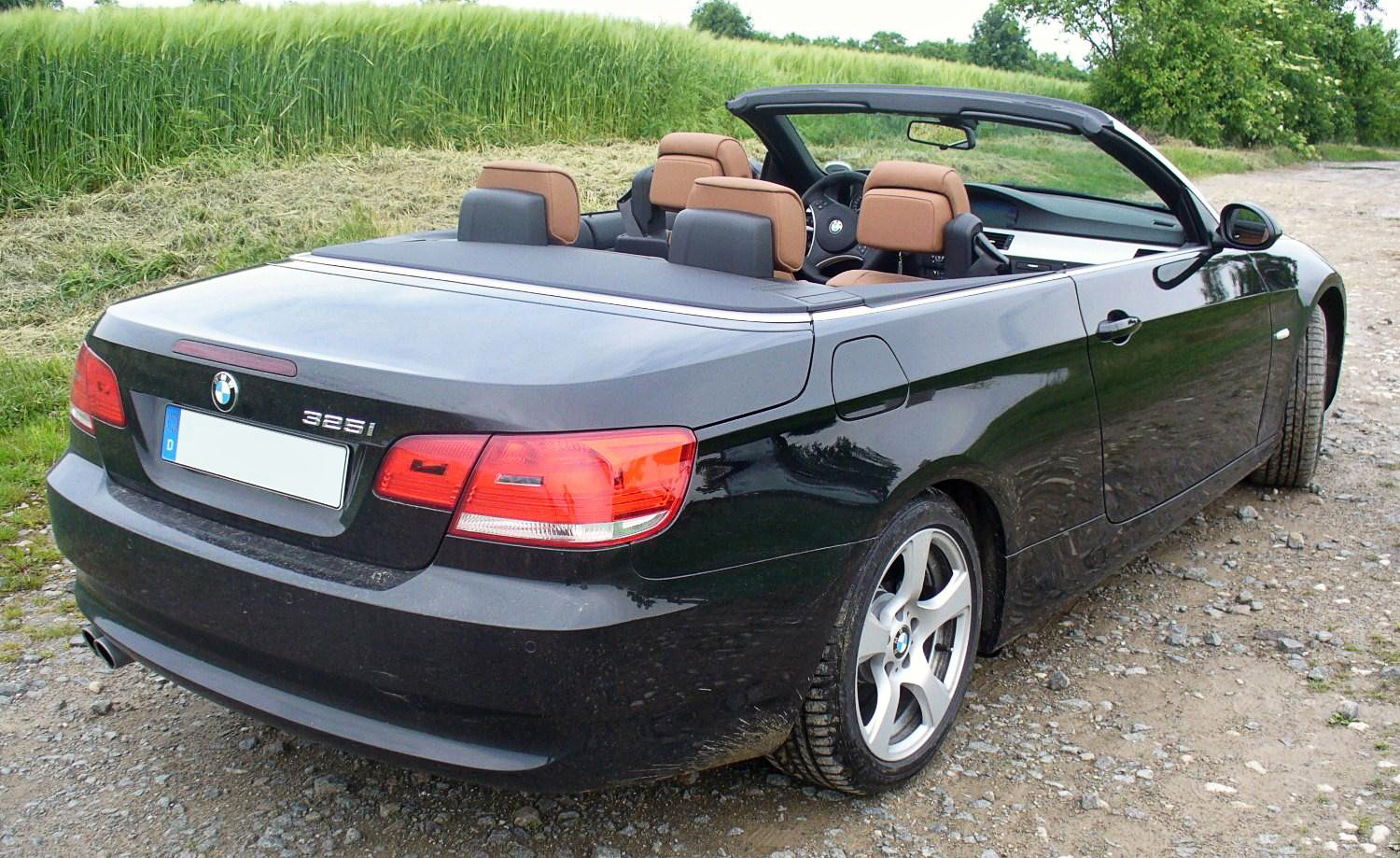
BMW Serie 3 Cabrio (2007-2010)
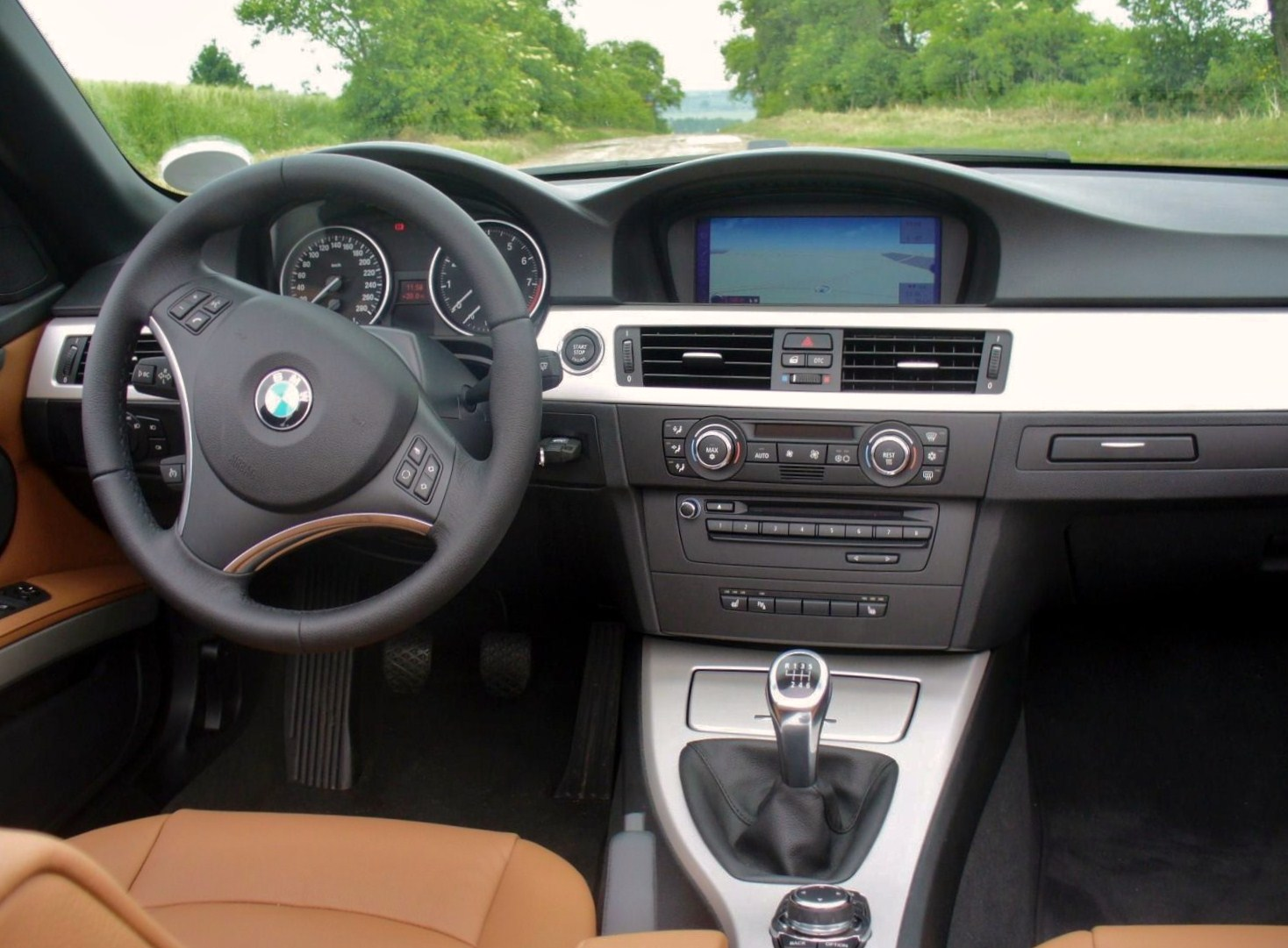
Interior de la Serie 3 Cabrio

### Facelift
En marzo de 2010, Cupé y Cabrio fueron revisados.
En comparación con la Facelift en Berlina (E90) y Touring (E91) los cambios fueron menos extensos. Se cambiaron los faldones frontales y traseros, así como las luces. La parrilla ovoide de BMW fue rediseñada. El interior se actualizó con discreción.
Del mismo modo, los de la serie 5, los anillos de luz diurna en marcha fueron diseñados en tecnología led.

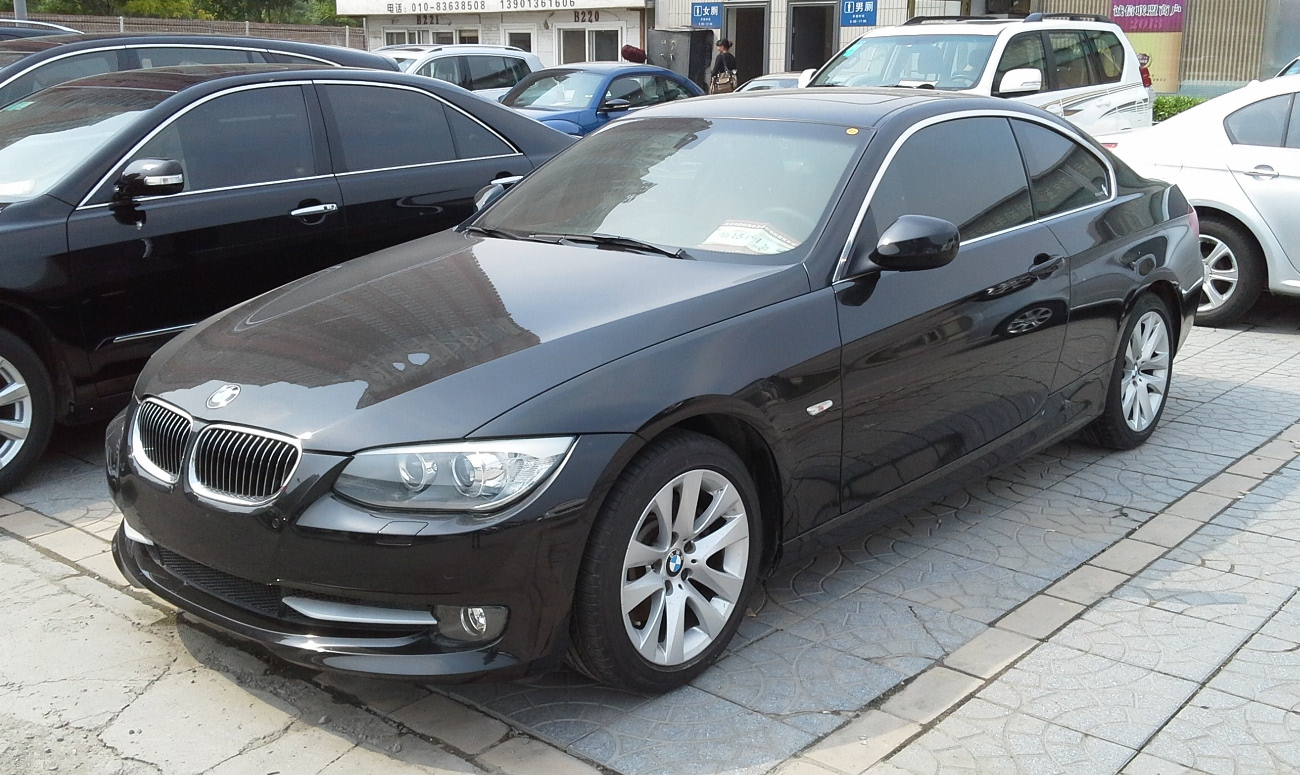
BMW Serie 3 Cupé (2010-2013)
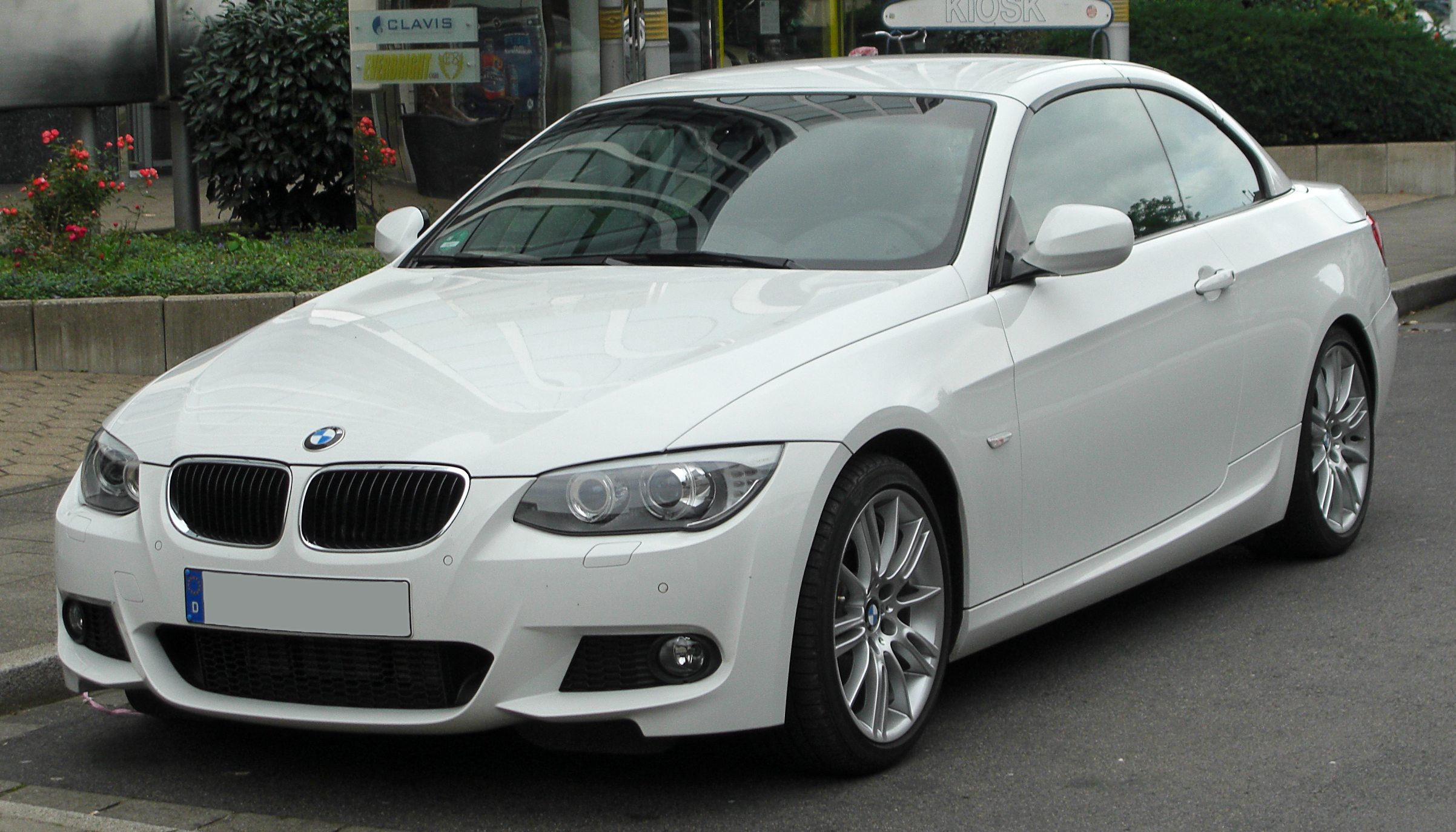
BMW Serie 3 Cabrio (2010-2013; con M-Sport Package)
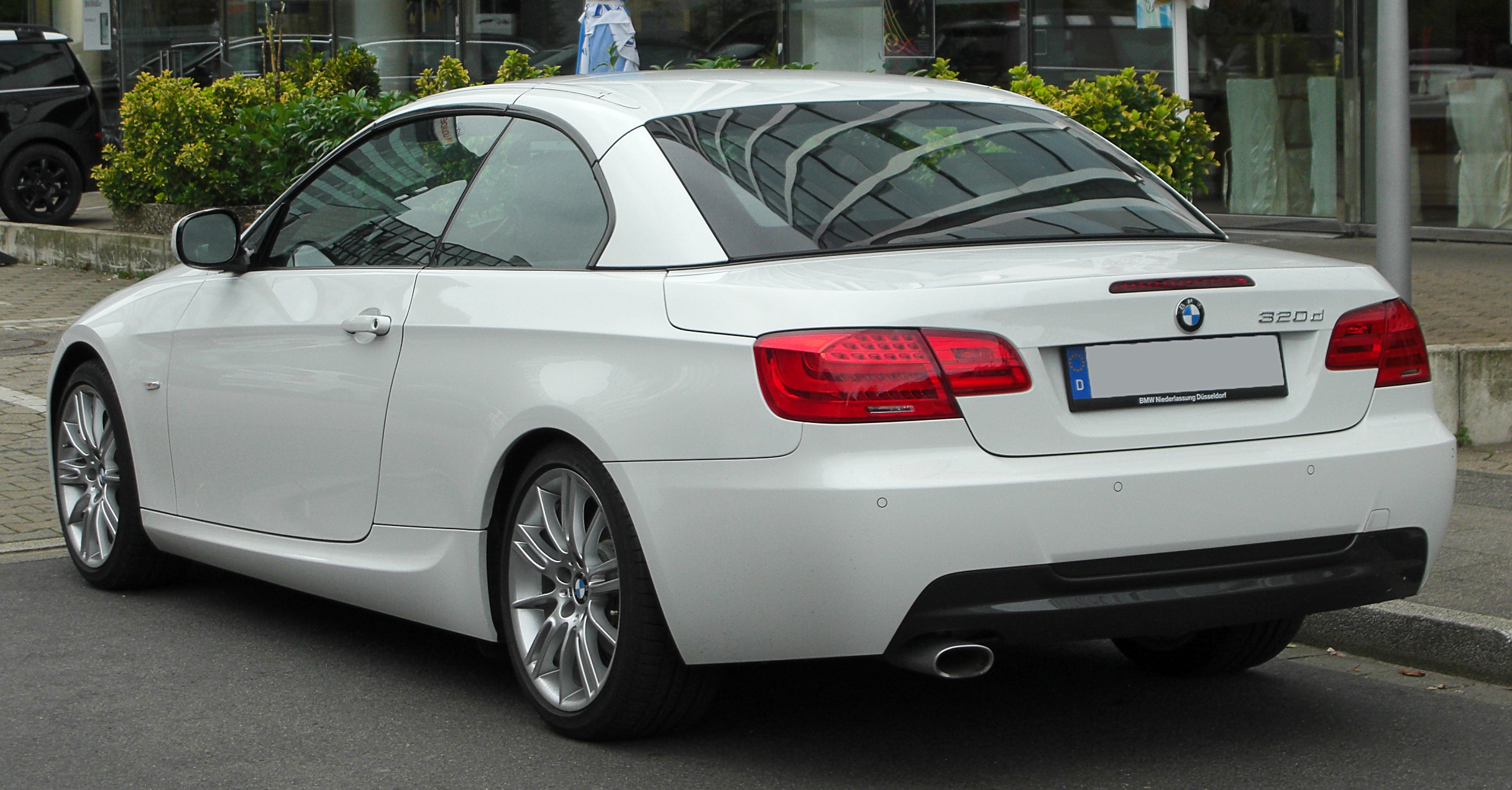
Vista trasera

## 320si WTCC

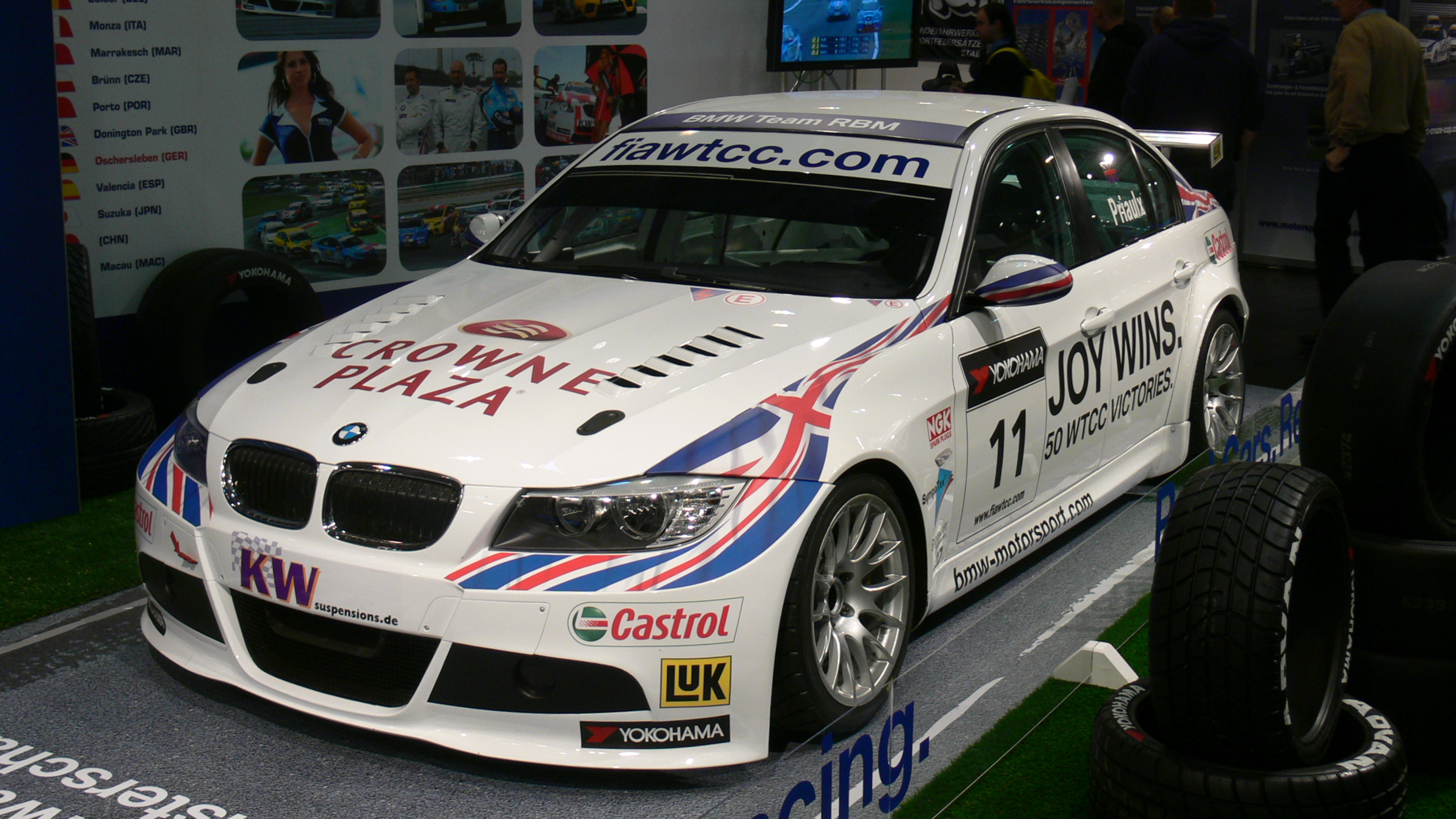
BMW 320si WTCC

El BMW 320si WTCC fue desarrollado por BMW Motorsport basado en el modelo de producción de la misma. Fue producido en la planta de Regensburg de BMW en el mismo proceso de fabricación como los otros 3, pero más tarde se reconstruyó a mano para las carreras. Más de 60 modelos fueron liberados de BMW Motorsport Distribución.

### Tecnología

#### Circuito y transmisión
Debido a una palanca de cambios integrada en el medidor de tensión no debe ser acoplada durante las operaciones de conmutación. Esto desencadena un impulso eléctrico tan pronto como el conductor presiona contra la palanca. Por lo tanto el encendido está oculta por el control del motor. La fuerza de tracción del motor se interrumpe brevemente y el conductor puede cambiar con una ligera presión sin un embrague.
Se instala una caja de cambios de carreras de cinco velocidades con, engranajes no sincronizados-rectos dientes y circuito H.

#### Dirección y frenos
La dirección de cremallera y piñón con asistencia electro-hidráulica viene del modelo de producción. Sin embargo, la relación de la dirección en la versión de carreras es más directo.
El 320si WTCC ha ventilado delantero y frenos de disco perforados hechos de hierro fundido y pinzas de aluminio de cuatro pistones. Los discos tienen un diámetro de 332 milímetros y 32 milímetros de espesor. Frenos de disco traseros ventilados también están equipados con un diámetro de 291 milímetros y de dos pistones pinzas de freno de aluminio.

## Alpina

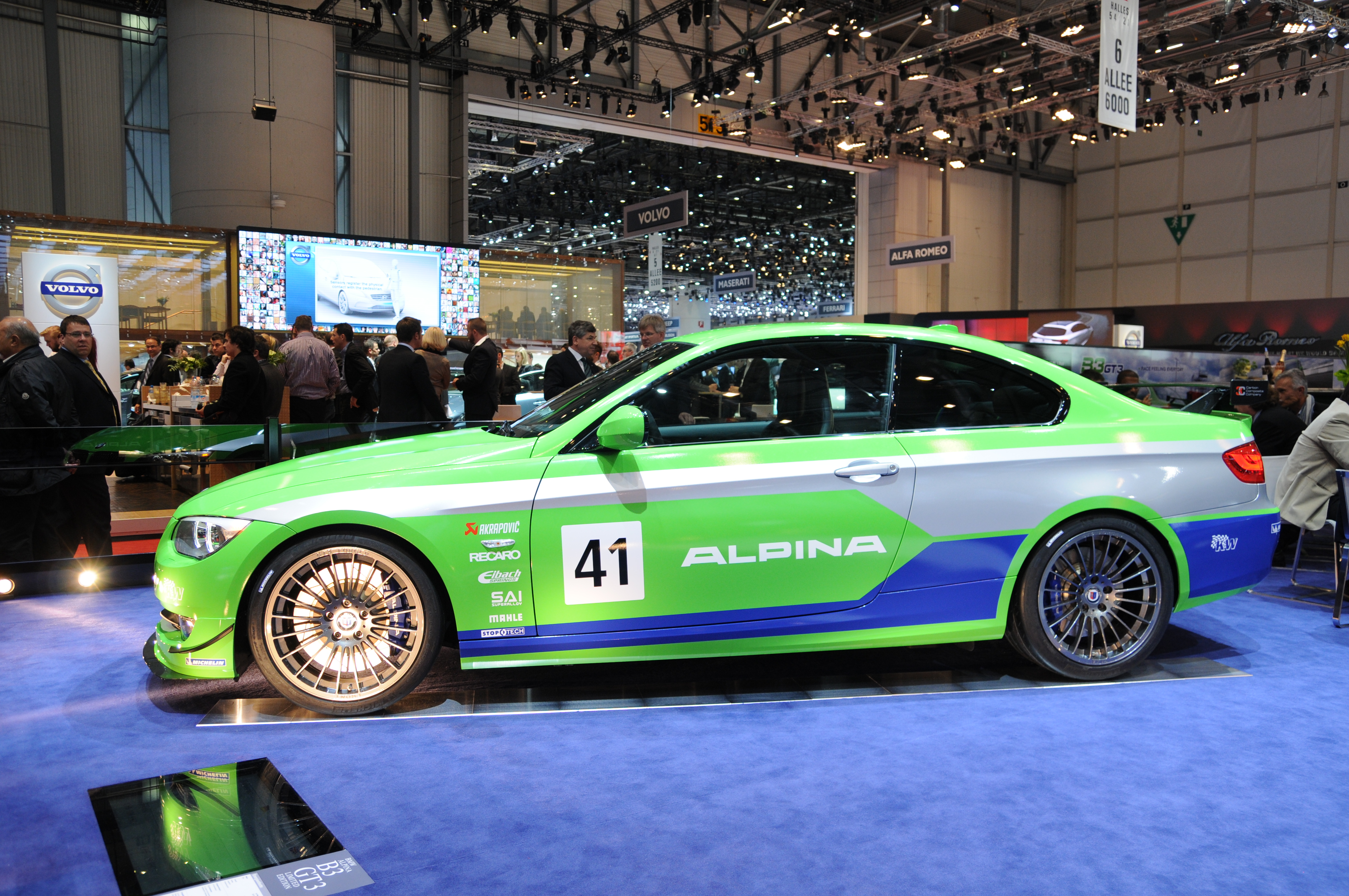
Alpina B3 GT3 en el Salón del Automóvil de Ginebra 2012

El Alpina B3 Biturbo basado en el BMW 335i. Él tiene un seis cilindros con 3,0 litros de cilindrada y unos dos turbocompresores. El motor de 360 CV con 500 Nm acelera la B3 en 4,8 segundos de 0 a 100 kmh La velocidad máxima es de 285 km en las especificaciones de fábrica / h También está disponible con tracción total desde 2008. Alpina modificó el exterior con un alerón trasero de un sistema de escape vierrohrigen delantera y. Fue sustituido en 2010 por el Biturbo B3 S - con este modelo de cambio fue un aumento en el poder de 400 hp y un torque de 540 Nm, con lo que la aceleración de 0 a 100 kmh en torno a una décima de segundo a 4,7 segundos, velocidad máxima 300 km / h mejora.
El Alpina D3 basa en el 320d.
El Alpina D3 Biturbo basa en el motor N47D20 que se encuentra, por ejemplo, en el uso 123d. Está equipado con un alerón delantero y opcional. El sistema de escape BMW fue sustituido por un cromado tubos de escape dobles.
Hacia el final de 2011 Alpina se presentará en el Salón de Tokio con el GT3 B3 edición limitada de 99 piezas de edición especial de la B3. El vehículo solo está disponible como un Cupé y es impulsado por un motor de seis cilindros de gasolina de tres litros con dos turbocompresores.